# Черінь Ганна
Галина Грибінська, в шлюбі Паньків, псевдонім Ганна Черінь (29 квітня 1924, Київщина — 20 липня 2016) — українська поетеса, прозаїк і літературний критик в еміграції. Авторка статей, оповідань, подорожніх нарисів і творів у жанрі дитячої літератури. Член Об'єднання Українських Письменників «Слово» і Національної спілки письменників України.

## Біографія
Галина Грибінська народилася 29 квітня 1924 р. на Київщині. Писати вірші почала з дитинства. Після закінчення школи вступила на філологічний факультет до Київського університету, але Друга світова війна перервала навчання. Грибінська опинилась у Німеччині в таборах для «переміщених осіб». Під час перебування на примусових роботах у Німеччині друкувала свої твори у часописі «Дозвілля». У 1949 р. тут вийшла перша збірка її поезій «Крещендо». Літературознавець Богдан Рубчак вважає, що Ганна Черінь як поетеса досягла найбільшого успіху в особистій ліриці, яка вмістилася у першій збірці віршів, «Німецькі сонети» («Координати», т. 2).
У 1950 р. Ганна Черінь переселилась до США. 1953 р. закінчила факультет лінгвістики Чиказького університету. У 1966 р. здобула другий диплом за спеціальністю «бібліотекар». Очолила при бібліотеці Чиказького університету відділ обміну з закордонними бібліотеками, зібрала тут велику колекцію україністики, намагалась встановити обмін книжками з українськими бібліотеками.
Влітку 1993 приїжджала в Київ. Цього ж 1993 року прийнята до Національної спілки письменників України.
Очима відомого українського поета, журналіста і літературного критика, багаторічного керівника української редакції «Голосу Америки» Володимира Біляїва Ганна Черінь — «українська поетеса, плодовитий автор критичних статей, оповідань та дуже цікавих подорожніх нарисів і творів у жанрі дитячої літератури» («На неокраянім крилі…», Донецьк, 2003).
З 1988 р. жила у Флориді, де активно працювала в місцевому українському Осередку імені Святого Андрія.

## Творчість
Ганна Черінь — авторка понад 40 книжок. 

поетичні збірки: 
- «Crescendo» (1949),
- «Чорнозем» (1962),
- «Вагонетки» (1969) [Архівовано 2 червня 2021 у Wayback Machine.],
- «Травневі мрії» (1970),
- «Небесні вірші» (1973) [Архівовано 2 червня 2021 у Wayback Machine.],
- «Зелень моря» (1981),
- «Квіти добра і зла» (1991),
- «Держава» (2001),
- «Декада» (2001),

роману у віршах «Слова» [Архівовано 2 червня 2021 у Wayback Machine.] (1980, 1991), репортажів «Їдьмо зі мною» (1965) [Архівовано 2 червня 2021 у Wayback Machine.], «Їдьмо зі мною знов!» (1990), «Дев'яте чудо» (2005); 

творів для дітей:
- «Братик і сестричка» (1960),
- «Українські діти» (1988),
- «Нове життя»(1993),
- «Листування» (1966) [Архівовано 2 червня 2021 у Wayback Machine.],
- «Пригоди української книжки» (1972) [Архівовано 2 червня 2021 у Wayback Machine.],
- «Щоденник школярки Мілочки» (1979) [Архівовано 2 червня 2021 у Wayback Machine.],
- «Українська кров» (1979) [Архівовано 2 червня 2021 у Wayback Machine.]

та інших.
З них головні: збірки поезій «Чорнозем»(1962 р.) [Архівовано 2 червня 2021 у Wayback Machine.], «Вагонетки»(1969 р.), віршований роман «Слова»(1980 р.), збірки віршів нового часу незалежної України — «Держава», «Декада» (2001 р.), ін., дорожні репортажі «Їдьмо зі мною»(1965 р.), «Їдьмо зі мною знов!»(1990 р.), «Дев'яте чудо» (2005), «Паралелі» (2009), збірки гуморесок «Хитра макітра» [Архівовано 2 червня 2021 у Wayback Machine.] та нарисів «У темряві» [Архівовано 2 червня 2021 у Wayback Machine.] (1959) та ін.
Ганна Черінь — відома дитяча письменниця. Її вірші і оповідання добре відомі маленьким читачам Америки й інших країн, де живуть українські родини. У різних країнах світу вийшли дитячі книжки письменниці, пройняті великою любов'ю авторки до України: «Братик і сестричка» (1960), «Листування» (1966), «Пригоди української книжки» (1972), «Щоденник школярки Мілочки» (1979), «Українська кров» (1982), «Українські діти».